# Battaglia di Carentan
La battaglia di Carentan fu un combattimento militare avvenuto tra il 10 e il 15 giugno 1944, pochi giorni dopo lo sbarco in Normandia durante la seconda guerra mondiale. Nel corso della battaglia le truppe statunitensi conquistarono il villaggio di Carentan, crocevia fondamentale per le vie di trasporto in Normandia, ancora in mano tedesca.

## Antefatti
La difficile situazione delle truppe sbarcate ad Omaha Beach costrinse gli statunitensi a concentrare i tentativi nel riunire i due fronti: quello di Omaha con quello di Utah. Gli americani infatti temevano che se avessero lasciato il tempo ai tedeschi di riorganizzarsi e di richiamare le riserve, questi ultimi avrebbero potuto inserirsi tra i due fronti statunitensi e avrebbero impedito la ricongiunzione dell'esercito statunitense. Il generale Eisenhower ordinò che i due fronti si compattassero in uno singolo al più presto e il suo sottoposto, il generale Bradley, comandante delle forze statunitensi diede il via alle manovre sul campo. Al V Corpo d'Armata (ad Omaha Beach) fu ordinato di conquistare Isigny-sur-Mer mentre al VII Corpo d'Armata (a Utah Beach) fu ordinato di prendere Carentan. Tale missione fu affidata alla 101ª Divisione Paracadutista statunitense già presente sul fianco sud di Utah Beach.

## La battaglia

### Saint-Côme-du-Mont
Quando giunse l'ordine di catturare Carentan la 101ª Divisione era già impegnata a conquistare Saint-Côme-du-Mont, pochi chilometri più a nord-ovest della città stessa. Fu così deciso che il villaggio sarebbe stato conquistato in un attacco decisivo che sarebbe cominciato alle ore 04:45 dell'8 giugno. L'assalto fu eseguito dal colonnello Sink e da quattro battaglioni di paracadutisti; due avrebbero attaccato da nord, uno da est e un altro si sarebbe diretto verso l'autostrada per distruggere il ponte della stessa. A metà mattina il villaggio non era ancora in mani americane e i paracadutisti si posizionarono a est del paese e sull'autostrada, in posizione difensiva. Gli americani però furono fermati mentre si avvicinavano al ponte da un fuoco di armi leggere e anticarro oltre ad essere presi di mira dall'artiglieria tedesca a Carentan. Ritiratisi, gli americani dovettero difendersi da diversi attacchi nemici provenienti da nord, creando una linea difensiva est-ovest che riuscì a fermare ogni tentativo tedesco. A metà pomeriggio gli americani ripresero l'offensiva ma stavolta non incontrarono alcun tedesco. Le ricognizioni americane rivelarono che i tedeschi avevano abbandonato Saint-Côme-du-Mont e si erano diretti verso Carentan, lasciando campo libero ai nemici. Alla sera dell'8 giugno la 101ª Divisione aveva creato un arco difensivo che andava da Chef-du-Pont alla foce del fiume Douve. Il piano della divisione per prendere Carentan prevedeva due attraversamenti del Douve: il primo sarebbe avvenuto alle ore 01:00 del 10 giugno a est, con il congiungimento con il V Corpo a sud di Isigny, mentre la forza d'attacco avrebbe attraversato il fiume a sud-ovest direttamente su Carentan. Quest'ultima forza d'attacco avrebbe aggirato la città e avrebbe preso la Collina 30, a sud-ovest della città stessa. In questo modo le due forze avrebbero tagliati via le vie di fuga per i tedeschi e avrebbero chiuso la città in un anello.

### L'autostrada
L'unica via per giungere a Carentan era l'autostrada: essa era stretta e non aveva ripari, rendendo facili bersagli i soldati che si fossero avvicinati alla città. Il primo attacco fu degli uomini del colonnello Robert G. Cole, poco dopo mezzanotte, tra il 9 e il 10 giugno. L'attacco fu però rinviato per via dei problemi degli ingegneri nel riparare il secondo dei quattro ponti che separavano gli americani dalla città. Nel pomeriggio i soldati riuscirono ad attraversare il secondo ponte e a procedere lungo l'autostrada sotto il fuoco dell'artiglieria tedesca che però non provocò vittime. Dopo tre ore di lento avvicinamento, gli americani si avvicinarono abbastanza perché i tedeschi aprissero il fuoco con mitragliatrici e armi leggere. Dopo che tre paracadutisti furono colpiti, gli statunitensi si ritirarono. Per avanzare gli americani dovettero inviare degli uomini a spostare gli ostacoli anticarro sul quarto ponte, direttamente sotto il fuoco nemico. In supporto ai propri compagni, dalle 16:00 alle 23:30, l'artiglieria americana bersagliò i tedeschi riducendone l'effettiva potenza di fuoco. Alle 04:00 dell'11 giugno fu ordinato al battaglione d'avanguardia americano di proseguire l'attacco. Le posizioni nemiche però non permettevano alcuna avanzata americana, così il colonnello Cole ordinò l'assalto con la baionetta. Dopo che l'artiglieria ebbe creato una cortina di fumo Cole diede il via all'attacco alle 06:15, ma nella confusione della battaglia molti uomini non ricevettero gli ordini e, dei 250 paracadutisti, solo 70 seguì subito il colonnello. Ben presto, con le baionette e le granate, le difese principali furono sfondate ma a sud i tedeschi continuavano a bersagliare gli americani senza arretrare. Il battaglione di Cole però aveva subito gravi perdite e non poteva più proseguire così fu ordinato al battaglione del colonnello Cassidy di avanzare verso sud, diretto alla Collina 30. Gli uomini di Cassidy subirono pesanti perdite da parte dei mortai tedeschi, nell'attraversamento del ponte, ma riuscirono a dare comunque supporto al battaglione di Cole. Le difese sul fianco destro furono incrementate con tre mitragliatrici che fermarono ogni tentativo dei tedeschi di riprendere le posizioni perdute. La situazione però era insostenibile e il colonnello Cole alle 18:30 chiese il permesso di ritirarsi chiedendo anche il supporto dell'artiglieria con cortine di fumo e fuoco di copertura. Alle 20:00 gli americani si ritirarono dalla periferia nord di Carentan.

### Il fianco sinistro
Durante i due giorni di battaglia sull'autostrada, il fianco sinistro americano aveva proseguito verso sud-est, secondo i piani prestabiliti. La prima missione delle unità del fianco sinistro fu affidata al 327º Fanteria Alianti, il quale doveva conquistare Brévands. Alle 01:45 del 10 giugno la fanteria cominciò l'attraversamento del Douve, manovra portata a termine verso le 06:00 poco tempo prima di prendere il controllo del villaggio. In seguito il 401º Fanteria Alianti si diresse verso Auville-sur-le-Vey (oggi Les Veys) dove, dopo aver sfondato la resistenza tedesca attorno al villaggio, l'unità incontrò una ricognizione della 29ª Divisione statunitense, proveniente da Omaha Beach. Al 327º fu ordinato in seguito di bloccare la strada a est di Carentan e di presidiare l'unico ponte intatto che porta a Isigny-sur-Mer. L'avanzata del reggimento fu però bloccata dai tedeschi alle ore 18:00 che costrinsero gli americani a riorganizzarsi e combattere per ottenere gli ultimi 450 metri che mancavano ai loro obiettivi; obiettivi per altro raggiunti verso mezzanotte. All'alba dell'11 giugno l'attacco riprese e alle 10:00 una compagnia del 327º e una del 401º avanzarono, una per fianco, lungo il canale artificiale che giunge in città e arrivarono a contatto con i tedeschi, alle porte della città, che fermarono le manovre americane, bloccando gli stessi nel bosco circostante Carentan.
Per conquistare la città il Comando americano ideò un piano che coinvolgeva un'azione coordinata di tre reggimenti della divisione: il 501º e il 506º Reggimento di Fanteria Paracadutista e il 327º Reggimento Fanteria Alianti. Il 501º avrebbe attaccato la città da est mentre il 506º, comandato dal colonnello Sink, avrebbe attaccato dall'autostrada a nord; i due reggimento avrebbero chiuso l'accerchiamento presso la Collina 30, mentre il 327º Reggimento avrebbe continuato l'avanzata lungo il canale artificiale. Nella notte tra l'11 e il 12 giugno la città fu colpita da pesanti bombardamenti e, alle ore 02:00 (12 giugno), due battaglioni del 506º avanzarono verso la città e giungendo alla Collina 30 poche ore dopo, senza incontrare alcuna resistenza. Alle 05:00 Sink inviò il 2º Battaglione del suo reggimento dentro la città dove l'unità incontrò sporadico fuoco di mitragliatrici e colpi di mortaio. Il battaglione incontrò alle 07:30 l'avanguardia del 401º Reggimento ancora impegnato nei combattimenti lungo il canale artificiale. Il 501º giunse alla Collina 30 un'ora e mezza dopo la cattura della città, completando il piano di accerchiamento il quale però non era riuscito ad intrappolare i tedeschi, fuggiti prima dell'inizio delle manovre americane.

### La difesa della città
Conquistata Carentan, gli americani dovettero prepararsi a difenderla dai contrattacchi tedeschi. Il 506º e il 501º Reggimento furono messi a difendere la città e la Collina 30 a sud-ovest; il 327º avrebbe difeso la pianura a est della città mentre parte del 401º sarebbe rimasto a Carentan. Nel pomeriggio del 12 giugno il 506º Reggimento cominciò ad avanzare lungo la strada che congiunge Carentan con Baupte mentre il 501º avanzò dalla Collina 30 lungo l'autostrada che porta a Périers. Una piccola unità tedesca attaccò il 506º Reggimento durante la sua avanzata ma fu respinto; gli americani avanzarono fino a Douville dove truppe paracadutiste e corazzate tedesche fermarono i 'colleghi' statunitensi in un combattimento durato tutto il giorno. Anche il 501º trovò serie difficoltà e avanzò di pochi chilometri. Il 506º Reggimento attaccò la mattina del 13 giugno e l'attacco avrebbe avuto buon fine se le unità corazzate tedesche non avessero contrattaccato lungo tutto il fronte sud-ovest della città. I tedeschi potevano contare sul 37º e il 38º Reggimento Panzergrenadier e il 17º Battaglione Corazzato, tutti della 17ª Divisione Panzergrenadier, più il 6º Reggimento Paracadutisti. Il contrattacco tedesco era ovviamente diretto a riprendere il controllo di Carentan perciò gli americani furono respinti indietro fino a meno di 500 metri dai sobborghi della città. Il 2º Battaglione del 502º Reggimento americano venne inviato sul fianco destro, riconquistando parte del terreno perduto. La battaglia in corso però era ritenuta così decisiva per il futuro dell'invasione che il Comando della 1ª Armata decise di inviare delle unità corazzate in appoggio ai paracadutisti della 101ª. Alle 10:30 un i carri armati della 2ª Divisione Corazzata americana giunsero a Carentan; alle 14:00 parte delle unità corazzate, supportata dai paracadutisti del 502º Reggimento, attaccarono lungo la strada Carentan-Baupte sfondando le linee tedesche ed avanzando verso ovest mentre il resto delle unità corazzate avanzò verso Périers. Supportati dall'artiglieria la cooperazione tra paracadutisti e mezzi corazzati fece arretrare i tedeschi di diversi chilometri e Carentan resa così definitivamente sicura. Il 502º Reggimento rimpiazzò il 506º sul fianco destro, il quale tornò come riserva a Carentan mentre i tedeschi in quest'ultima giornata di combattimenti avevano perso circa 500 uomini.

## Conclusione
Il 14 giugno Carentan fu resa sicura e il collegamento tra i due Corpi d'Armata americani divenne una salda realtà.
Sul fianco destro della 101ª Divisione il 502º Reggimento prese contatto con l'82ª Divisione Paracadutista americana presso Baupte. Il 327º Reggimento catturò la ferrovia tra Carentan e il fiume Vire, prendendo anche contatto con la 29ª Divisione. La 101ª aveva così completato la sua missione, estendendo il fronte verso sud ed unendo i due Corpi d'Armata. Il 15 giugno la divisione fu nominalmente trasferita dal VII all'VIII Corpo d'Armata, il cui scopo era proteggere il fianco sud-ovest del VII Corpo d'Armata americano.

## Filmografia
- Band of Brothers: Fratelli al fronte - 3ª puntata

## Videogiochi
- Brothers in Arms: Road to Hill 30
- Brothers in Arms: Earned in Blood
- Company of Heroes
- Call of Duty 2
- Hell let Loose - Carentan